# لیپوزوم

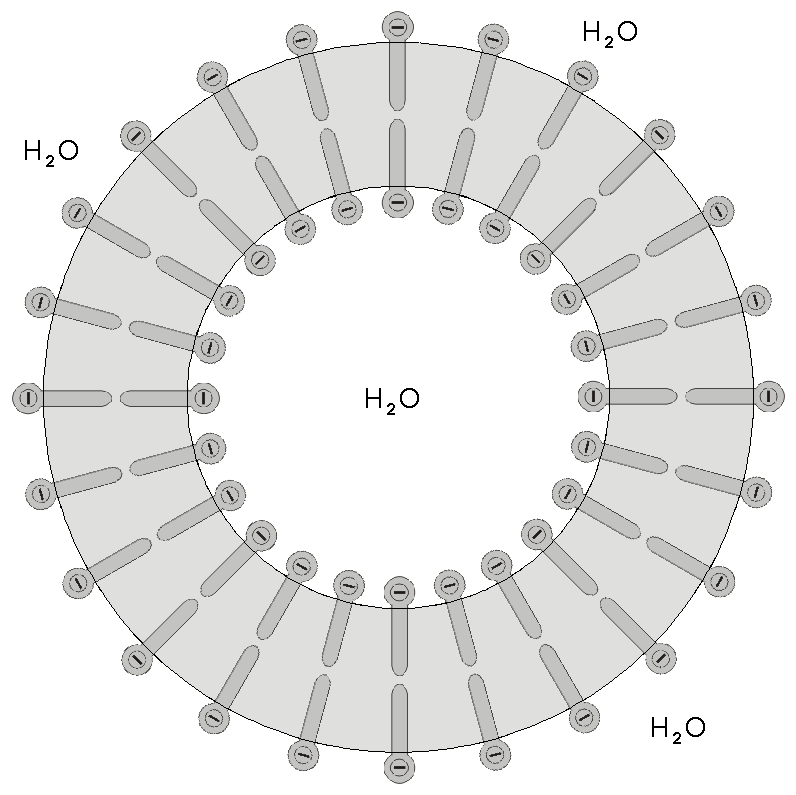
طرح‌نگاره‌ای از ساختار شماتیک یک لیپوزوم

لیپوزوم یا چربیزه به یک وزیکول میکروسکوپی شامل دو لایهٔ فسفولیپیدی گفته می‌شود که یک فضای مائی را احاطه نموده است. لیپوزوم‌ها به دلیل خصوصیات آمفی پاتیک، امکان دارورسانی جهت داروهای آب‌دوست و چربی‌دوست را فراهم می‌نمایند. ویژگی‌هایی از قبیل سمیت ذاتی پایین، زیست تجزیه پذیری و فقدان ایمونوژنیسیته، سبب شده است که لیپوزوم‌ها به عنوان یک سیستم دارورسانی مورد توجه واقع شوند.

## ساختار
لیپوزوم، یک وزیکول کروی شکل است که از یک یا چند لایه فسفولیپید تشکیل شده است. ساختار لیپوزوم شباهت زیادی نیز به ساختار غشای سلول دارد. این ساختارها، اولین بار در اواسط دهه ۱۹۶۰ کشف و معرفی شدند. توانایی لیپوزوم‌ها در کپسوله سازی داروهای آب‌دوست یا چربی‌دوست باعث شده است که این وزیکول ها به سیستم های دارویی مفید و بسیار موثری در امر دارورسانی تبدیل شوند.
به کمک لیپوزوم ها، تحول قابل توجهی در فرایند دارورسانی به منصه ظهور رسیده است.
وزیکول لیپوزوم نمی تواند در فاز غیر آبی تشکیل شود
در فوریه 2023، یانگ و همکاران، مقاله ای را در مورد مکانیسم های غیر واقعی اکسیداسیون پروتئین و لیپید در مایونز با ادعای تشکیل لیپوزوم در مایونز گزارش کردند. از آنجایی که لیپوزوم دولایه دارای ساختار کروی یا بیضی شکل است که از دو لایه تشکیل شده است که توسط ناحیه آبی جدا شده اند، امکان تشکیل لیپوزوم در فاز غیر آبی وجود دارد. در این وزیکول دولایه یک لایه آبگریز بین دو مولکول آبدوست بیرونی و درونی جایگزین شده است، بنابراین با توجه به قوانین ترمودینامیکی برای تمایل به حداقل تشکیل آنتالپی وزیکول دولایه با لایه بیرونی آبگریز در ماتریس مایونز امکان پذیر نیست. به نظر می رسد ساختار میسل به جای لیپوزوم بیشتر باشد. تصاویر موجود در مقاله در واقع دیدن ساختار دولایه لیپوزومی سخت است. در غیر این صورت، برای روشن شدن نکات مبهم این ادعا، توضیح و شواهد بیشتری لازم است.